# کیهان تاکاهاشی
کیهان تاکاهاشی (ژاپنی: 高橋 慶帆؛ زادهٔ ۱۳ اکتبر ۲۰۰۳) بازیکن دورگه(ایرانی-ژاپنی) والیبال اهل ژاپن است که در پست دریافت‌کنندهٔ قدرتی برای تیم والیبال دانشگاه هوسی در ژاپن و تیم ملی والیبال مردان ژاپن بازی می‌کند.
تاکاهاشی در سال ۲۰۰۳ از پدری ایرانی و مادری ژاپنی در استان چیبا ژاپن متولد شد و از سال ۲۰۲۳ برای تیم ملی بزرگسالان ژاپن بازی می‌کند؛ وی به همراه تیم ملی در بازی‌های آسیایی ۲۰۲۲ شرکت کرد و قبل از آن هم موفق شد همراه با این تیم به مدال برنز لیگ ملت‌های والیبال ۲۰۲۳ دست یابد.